# Kappagalale, Sorab
Kappagalale là một làng thuộc tehsil Sorab, huyện Shimoga, bang Karnataka, Ấn Độ.